# Cosmo (album)
Cosmo è il sesto album in studio del cantante portoricano Ozuna, pubblicato nel 2023.

## Tracce
1. Made In Qatar – 2:31
2. Baccarat – 3:18
3. El Plan (con Chencho Corleone e Sky Rompiendo) – 3:47
4. Brabus (con Maldy) – 2:25
5. Clase Azul – 3:29
6. Mar de Lágrimas – 2:55
7. A.B.C. – 2:24
8. La Chulita (con De la Ghetto) – 3:28
9. Pa Ti Estoy (con Anuel AA e Chris Jedi) – 3:27
10. Vocation (con David Guetta) – 3:05
11. La 65 – 2:11
12. Fenti (con Jhayco) – 3:19
13. El Pin – 3:01
14. 100 Squats – 2:32
15. SM (con Lito MC Cassidy) – 3:19